# ミザレーション
ミザレーション(Miseration)は、スウェーデンのデスメタルバンド。ディヴァインファイアなどで活躍するヤニ・ステファノヴィックによって立ち上げられた。当初は、ヤニとスカー・シンメトリーやソリューション .45などで活躍するクリスチャン・アルヴェスタムのユニット体制であった。その後、バンド体制へと移行し、2019年より再びユニット体制となった。また、2010年には、中心人物であったヤニが脱退するも、翌2011年に復帰した。
ギタリストのヤニ・ステファノヴィックとマーカス・ベルティルソンが8弦ギターを使用している。

## 略歴
ディヴァインファイアで活動していたヤニ・ステファノヴィックが、並行して活動していたフィンランドのメロディックデスメタルバンド、ルナセントから脱退したことを機に立ち上げられる。ルナセント脱退の理由としては、音楽性の相違などよりもスウェーデン在住のヤニがフィンランドを拠点とするルナセントの活動に参加しづらかったことが原因であるとヤニは語っている。
ミザレーションがデスメタルプロジェクトとして立ち上げられてから、当時スカー・シンメトリーのクリスチャン・アルヴェスタムがボーカリストとして加入。2007年に1stアルバム『Your Demons = Their Angels』をリリース。日本では、キングレコードから日本盤が2006年に先行発売された。同アルバムでは、ヤニがギター、ベース、ドラムスを担当した。またトーマス・プレック・ヨハンソン (G：アンムーアド、トーチベアラー)、パトリック・ガードベリ (G：ソリューション .45、トーチベアラー)、元ルナセントのバリー・ホールダン (Vo)がゲストで参加している。
その後、バンド体制に移行。ヤニはギターを担当し、ロルフ・ピルヴ (Ds)、マーカス・ベルティルソン (G)、ヨハン・イレンストランド (B)が相次いで加入。2009年に2ndアルバム『The Mirroring Shadow』をリリースする。2010年になって、バンド創設人物で中心人物のヤニが脱退する。同年に、後任としてトビアス・アルパディー (G)が加入した。
2011年5月に、ヤニ・ステファノヴィックが再加入。これによって、ヤニの後任だったトビアス・アルパディーは脱退した。続けてベーシストのヨハン・イレンストランドも脱退した。同年8月末には、ドラマーがロルフ・ピルヴからオスカー・ニルソン (Ds)に交代した。2012年に入って、正式メンバーとしてクリスチャン・ルンドグレン (B)が加入した。
2012年に3rdアルバム『Tragedy Has Spoken』をリリースする。
2019年3月に4thアルバム作成中であることが発表され、同時にヤニとクリスチャンの2名が現在のラインナップとなっていることが公表された。2020年10月末に、ドイツのマサカー・レコードと契約したことを発表した。また、同時に4thアルバムを2021年4月にリリース予定であることも公表された。

## メンバー

### 現メンバー
- ヤニ・ステファノヴィック (Jani Stefanović) - ギター、ベース、ドラムス (2006 - 2010, 2011 - )

バンドの創設人物。バンド体制時は、ギターを担当していた。音楽プロデューサーとしても活動している。
ミザレーションでは、8弦ギターを使用している。
ルナセント、シンズ・オブ・オミッション、Am I Blood、Crimson Moonlightでも活動していた。ソリューション .45、ディヴァインファイア、エッセンス・オブ・ソロウ、Mehida、The Few Against Manyでも活動中。
- クリスチャン・アルヴェスタム (Christian Älvestam) - ボーカル (2007 - )

スカー・シンメトリー、ソーラー・ドーン、エンジェル・ブレイクでも活動していた。ソリューション .45、インキャパシティ、アンムーアド、トーチベアラー、The Few Against Manyでも活動中。

### 旧メンバー
- トビアス・アルパディー (Tobias Alpadie) - ギター (2010 - 2011)
- マーカス・ベルティルソン (Marcus Bertilsson) - ギター (2008 - 2019)

ミザレーションでは、8弦ギターを使用している。
- ヨハン・イレンストランド (Johan Ylenstrand) - ベース (2008 - 2011)
- クリスチャン・ルンドグレン (Christian Lundgren) - ベース (2012 - 2019)
- ロルフ・ピルヴ (Rolf "Stuka" Pilve) - ドラムス (2008 - 2011)

ドリームテイル、Sightlessでも活動していた。ソリューション .45、エッセンス・オブ・ソロウ、Code for Silence、Status Minorでも活動中。
- オスカー・ニルソン (Oscar Nilsson) - ドラムス (2011 - 2019)

### ゲストメンバー
- トーマス・プレック・ヨハンソン (Tomas "Plec" Johansson) - ギター

1stアルバム『Your Demons = Their Angels』に参加。
アンムーアド、トーチベアラーでも活動している。音楽プロデューサーとしても活動しており、ソリューション .45などを担当している。
- パトリック・ガードベリ (Patrik Gardberg) - ギター

1stアルバム『Your Demons = Their Angels』に参加。
トーチベアラー、ソリューション .45でも活動している。
- バリー・ホールダン (Barry Halldan) - ボーカル

1stアルバム『Your Demons = Their Angels』に参加。
ルナセント、ザ・ウィークニングでも活動。

## ディスコグラフィ
- 2007年 Your Demons = Their Angels
- 2009年 The Mirroring Shadow
- 2012年 Tragedy Has Spoken